# Discoscapa apicula
Discoscapa apicula — викопний вид перетинчастокрилих комах, єдиний у родині Discoscapidae. Описаний у 2020 році. Один з найдавніших відомих видів бджіл. Тіло комахи знайдено у бірманському бурштині. Вид існував у пізній крейді, приблизно 99-92 млн років тому. З цього віку описаний інший вид бджіл Melittosphex burmensis.